# Königshoven
Königshoven este o localitate situată la est de Kaster și 35 km nord-vest de Köln, cu ca. 1900 de locuitori ce aparține de orașul Bedburg din landul Renania de Nord-Westfalia, Germania.